# エターナルチャンピオンズ
エターナルチャンピオンズ（ETERNAL CHAMPIONS）は、1994年2月18日にセガより発売されたメガドライブ用対戦型格闘ゲームである。アメリカでは1993年12月に、ヨーロッパでは1994年1月16日に発売。

## ゲーム内容
攻撃はパンチとキックが弱、中、強の3段階づつ存在し、それぞれに1ボタンを割り振る6ボタン式を採用している。メガドライブ標準の3ボタンパッドにおいてはパンチとキックの切り替えボタンを使用する事となる。
本作独自の仕様としては、画面上部に陰陽マークで表現されるインナーストレングスオーブが表示され必殺技を使うためのゲージとして機能する。必殺技を使うと下がり時間によって回復するほか「侮辱」により対戦相手のインナーストレングスを下げる事が出来る。
また、KO時に対戦相手が残酷な死を迎えるフェイタリティと呼ばれるシステムが存在するが、先行して採用した作品とは異なり使用キャラクターが対戦相手を殺害するパターンは存在せず全てステージギミックによる死となっている。
メインとなるトーナメントモードでは最終ボス「エターナルチャンピオン」に敗れた場合、再戦する事は出来ずバッドエンドを迎え、最終ボス戦以外ではコンティニューが可能だが2戦前まで戻される仕様を採用している。

### ストーリー
日本語版の説明書では概要レベルしか記述されていないが、ゲーム中および英語版説明書にて詳細なストーリーが確認可能なため、それに基づいた記述をここでは行う。
幾世紀にも渡る人類の営みにより善と悪、そして光と闇などのバランスが崩れ世界は崩壊を迎えようとしており、偉大なる人物たちの知恵や知識、勇気の結晶、エネルギーの集合体である「エターナルチャンピオン」は世界から隔絶された空間で力を蓄え世界の救世計画を打ち立てた。
不遇な死を迎えた人物を、たったの1人ではあるが彼らの死の運命を変えるだけの力を手に入れたエターナルチャンピオンは様々な時代から死を迎える直前の時間から9人の英雄を選出し戦いの空間へといざなう。互いに闘い最後に勝ち残った人物は未来の運命を知り死を切り抜け、この世界の未来の運命をも変える存在となる。
敗れた人物は運命に従い元の時代に戻り死を迎える事となる。己の死を賭けた9人の戦いの幕が開いた。

## 登場キャラクター
登場キャラクターのプロフィールと設定はゲーム中および英語版説明書にて確認する事が可能となっているため、それに基づいた記述をここでは行う。ただし日本語表記については日本語版の説明書に従う。
キャラクター名称は、公式表記／公式フルネーム。

### プレイヤーキャラクター
シャドー（Shadow）／シャドー・ヤマト（Shadow Yamoto）
1983年から来た忍者、暗殺者。格闘スタイルはタイジュツとニンジュツ。表世界にも「黒い蘭の花」として知られる、世界を裏から支配する「黒蘭社」所属の暗殺者。命令されれば諜報活動も暗殺も行うが、自身の行為について道徳心から疑問を持つようになり、黒蘭社に訴えたが本社ビル101階から突き落とされ命を落としてしまう。彼女が生還すれば黒蘭社の闇が暴かれ未来は大きく変化する事となるだろう。
ラックス（Rax）／ラックス・コスウェル（R.A.X. Coswell）
2345年から来たサイボーグ格闘家。格闘スタイルはムエタイ。2345年においてはキックボクシングは既に機械的に強化された人間の世界となっており、生身では太刀打ち出来ないレベルに変化していたため、ラックスもまたサイバネティック手術を受け入れざるを得ずサイボーグと化したが、手術を勧めた悪徳プロモーターに騙され、手術中に電子ウィルスを仕込まれていた。いつでもスイッチで解き放たれる状態とされており、王者決定戦最中にスイッチを入れられたラックスは死亡し悪徳プロモーターは莫大な掛け金を手に入れる。彼が生還すればサイバネティック技術により腐敗した格闘世界は浄化され世界は人間らしさを取り戻す事となるだろう。
ブレード（Blade）／ジョナサン・ブレード（Jonathan Blade）
2030年から来たバウンティハンター。格闘スタイルは拳法。警察官として懸命に働いたが、ある事件で何度も殺されかけた怒りから確保した犯罪者に重傷を負わせてしまい、スキャンダルを恐れた警察によりブレードは解雇され賞金稼ぎに転身した。
政府直属のバイオ兵器ラボの研究を止めさせようと、そのラボから逃走した科学者が人類の95%が死滅するウィルスで政府を脅迫する事件が発生し、政府直々のウィルスの回収依頼がブレードにもたらされる。ブレードは科学者を説得し平和的にウィルスを回収出来そうであったが、その直後に密かにブレードを尾行していた政府捜査官は科学者もブレードもまとめてレーザーライフルで射殺、ウィルスの入った小瓶は落下し世界に放たれてしまった。彼が生還すれば政府の闇が世界に知れ渡り世界はより平和となるだろう。
ジェッタ（Jetta）／ジェッタ・マックス（Jetta Maxx）
1899年から来たサーカスのアクロバットスター。格闘スタイルはサバットとプンチャック・シラット。ロシア皇帝ニコライ2世の従姉妹であるジェッタは幼い頃から反抗的で国際サーカスの一員として名をより目立つ「Maxx」へと変えた。サーカス団が中国を訪れると義和団の乱で罪無き人々が犠牲になっている事を知り、憂い、ロシアを含めた諸国が介入してくる前に乱を終結させる事を心に決めたが、義和団の過激派の陰謀によりサーカスでの演技中にロープ、そしてネットが切断され転落死してしまう。彼女が生還すれば義和団の乱は防がれ諸国は自国の政治に集中する事でよりよい未来を手に入れる事となるだろう。
スラッシュ（Slash)
紀元前5万年から来た狩人。同時代の同種族の生物としては極めて高い知性を持ち、その知性を活かした狩猟でスラッシュはより多くの成果を得ていた。スラッシュは更に農耕など先進的なアイデアを出し提案するが、その溢れる知性を恐れた野蛮なる老人たちはスラッシュの提案全てを却下し、逆に石打ちの刑で彼を処刑してしまう。彼が生還すれば人類はその時代に存在しえない未来の知識と共に、暴力ではなく知性で平和的な世界を築く事が出来るようになるだろう。
トライデント（Trident）
紀元前110年から来たアトランティスの水棲人。格闘スタイルはカポエイラ。かつてのサメとの戦いで腕を失い三又の義手を使う事からトライデントと呼ばれる闘士。ローマ人とアトランティス人は地上の支配権で戦争をしていたが野蛮で勇敢なローマ人にアトランティス人は敗れてしまう。やがて来る大陸沈没の日に備え大陸そのものを空気の泡で包む技術までを完成させていたその高い科学力は大地と共に海の底に永久に沈んでしまった。彼が生還すればローマ人との和平の道を作り共存し、その高い科学力で宇宙をも支配するだろう。
ザヴィエル（Xavier）／ザヴィエル・ペンドラゴン（Xavier Pendragon）
1692年から来た錬金術師または魔術師。格闘スタイルはハプキドーと杖術。セイラムの偉大なる科学者ザヴィエルはその科学力でをセイラムの名を永遠に歴史に刻むほどの成果をあげたが、ザヴィエルが気づいた時には彼は無道なる魔女裁判で火刑に処され命を落としてしまった。彼が生還すれば彼の偉大なる科学力で世界は修正されるだろう。
英語版においては魔術ではなく科学であり科学者、錬金術師とされているが、日本語版では裏の世界を歩んできてサイコな研究を行う魔術師とされている。
ミッドナイト（Midknight）／ミッチェル・ミドルトン・ナイト（Mitchell Middleton Knight）
1967年から来た生化学であり科学者。格闘スタイルはジークンドー。CIAの依頼でベトナム戦争を終結させる程のバイオ兵器を製造するが良心の呵責から製造法を処した資料一式とサンプルを研究所から奪い逃走した。逃走中に誤って薬品桶に落下し自らが作成したウィルスのサンプルをその身に浴び、ミッチェルは吸血鬼「ミッドナイト」に変貌してしまう。米政府はミッチェルが落下した薬品桶のウィルスを戦争に使用した結果、世界は吸血鬼で溢れてしまった。ミッドナイトは解毒薬を研究していたがその最中に政府のエージェントにより心臓に杭を打ち込まれ死亡する。彼が生還すれば吸血鬼の解毒薬が作成され、そして多くの病気の特効薬を発明するだろう。
ラーセン（Larcen）／ラーセン・タイラー（Larcen Tyler）
1920年から来た元夜盗。格闘スタイルは蟷螂拳。ギャングボスに憧れて育ち、最強のボスと出会い、その配下として世界最高の泥棒に成長する。ボスの為にありとあらゆる違法行為に手を染めたが殺しだけは行わない、そのプライドだけは持っていた。だが、ボスに命じられ病気療養中の同業仲間に小包を届けるよう命じられ病室へ足を運ぶとそこにいたのは警察署長であった。ラーセンは自分がボスにハメられたとすぐすぐに気づき小包も爆弾だろうと察するが気づいた時には遅くその爆発は病院の人間のほとんどの命を奪ってしまった。彼が生還すればギャング、犯罪組織への憧憬を捨て正義に目覚め世界は平和に近づくだろう。

### ボスキャラクター
エターナルチャンピオン
世界を救うために各時代の9人の英雄に生き残りをかけたゲームを仕掛けた存在。本作の最終ボス。サメやサソリなど複数のオーラ形態を持つ。全ての形態を撃破する事で英雄は全てを知った上で元の時代、死の直前に帰還する事となる。

## 他機種版
| No. | タイトル                 | 発売日                                     | 対応機種          | 開発元           | 発売元       | メディア                              | 型式           | 備考                        |
| --- | ------------------------ | ------------------------------------------ | ----------------- | ---------------- | ------------ | ------------------------------------- | -------------- | --------------------------- |
| 1   | エターナルチャンピオンズ | 2007年11月20日 2007年12月3日 2008年2月15日 | Wii               | SEGA Interactive | セガ         | ダウンロード （バーチャルコンソール） | MBZJ MBZE MBZP | 2019年1月31日配信・販売終了 |
| 2   | Eternal Champions        | 2014年11月27日 2010年6月1日                | Windows           | SEGA Interactive | セガ         | ダウンロード (Steam)                  | 34288          |                             |
| 3   | Sega Genesis Classics    | 2018年5月29日                              | Linux macOS       | d3t セガ         | セガ         | ダウンロード (Steam)                  | 34288          |                             |
| 4   | Eternal Champions        | 2019年9月19日                              | SEGA Genesis Mini | エムツー         | セガゲームス | プリインストール                      | MK-16000       |                             |

## シリーズ作品
全て日本未発売。
- Chicago Syndicate - ゲームギア用ソフト。1995年に発売。ラーセンが主人公のアクションゲーム。ESRBでは、全年齢対象に相当するK-A区分に振り分けられている。
- Eternal Champions: Challenge From the Dark Side - Sega CD用ソフト。1995年6月に発売。ゴアや暴力など、さまざまな方法で元のエターナルチャンピオンズを強化している。ESRBでのレーティングは「M」。
- X-Perts - SEGA Genesis用ソフトとして1995年6月に発売された。シャドーが主人公のアクションゲーム。ESRBでのレーティングは「T」。
- Eternal Champions: The Final Chapter - 未発売。セガサターン用向けに発売される予定だった[6]。